# Наполеон Кост
Наполеон Кост (фр. Napoléon Coste, повне ім'я Клод Антуан Жан Жорж Наполеон Кост —  Claude Antoine Jean George Napoléon Coste ; нар. 27 червня  1805, Амондан, департамент  Ду — пом. 17 лютого 1883, Париж) —  французький класичний гітарист і композитор, учень Фернандо Сора.

## Біографія
Народився в родині капітана французької армії, бонапартиста за переконаннями, і отримав своє ім'я на честь імператора. 1809 року родина переїхала в Орнан, а 1815-го, після відставки батька — в Валансьєнн. Наполеон навчався грі на гітарі з шести років під керівництвом матері, яка сама непогано грала на цьому інструменті. У другій половині 1820-х років він почав виступати з концертами і займатися педагогічною діяльністю.
1830 року Кост перебирається в Париж, де здобуває популярність і знайомиться з багатьма відомими гітаристами того часу, в тому числі з Фернандо Сором, у якого бере уроки і виступає з ним у дуеті. Незабаром Коста визнають найкращим гітаристом Франції, його твори друкуються, але з кінця 1830-х років інтерес до гітари в суспільстві помітно спадає, і гітаристи, в тому числі і Кост, змушені заробляти на життя іншим шляхом.
Незважаючи на такі обставини, він продовжує творити і 1856 року отримує другу премію на конкурсі гітарної композиції в  Брюсселі, організованому  Миколою Макаровим, за «Велику серенаду» (першу премію отримав Йоган Каспар Мерц).
1863 року після падіння зі сходів Кост зламав собі праву руку і змушений був відмовитися від виконавської кар'єри. Влаштувавшись на цивільну службу, він продовжив творити і викладати.
Пішов з життя 1883 року в Парижі.

## Творчість
Кост — великий французький гітарист XIX століття. Значна частина його робіт написана для гітари, проте низка творів призначена для  гобоя: композитор написав їх спеціально для свого друга Шарля Луї Трібера, професора Паризької консерваторії, з яким часто і виконував їх в ансамблі. Наполеон Кост був одним з перших, хто почав перекладати для виконання на гітарі твори XVII—XVIII століть, написані для  лютні (зокрема, Сюїту Робера де Візе). Стиль власних творів композитора знаходиться під впливом Сора і заснований на ідеях романтизму (як гармонійно, так і структурно). Наполеон Кост грав як на звичайній шестиструнній гітарі, так і на нових експериментальних моделях інструментів (наприклад, з додаванням сьомої струни тощо).